# 脂鰭鬍鯰
脂鰭鬍鯰，為輻鰭魚綱鯰形目塘虱魚科的其中一種，於1906年由乔治·亚伯特·布兰洁描述，分布於非洲坦干伊喀湖流域，體長可達175公分，可做為食用魚。

## 外部連結
- 脂鰭鬍鯰的圖片 （页面存档备份，存于）